# جبريل سيلا
جبريل سيلا (بالإنجليزية: Dybrill Sylla)‏ هو لاعب كرة قدم مالطي في مركز الوسط، ولد في 1980 في غينيا. شارك مع منتخب مالطا لكرة القدم. أما مع النوادي، فقد لعب مع روت فايس إيسن وسلايما واندريرز ونادي باستيا ونادي ريل وهامرون سبارتانز.

## وصلات خارجية
- جبريل سيلا على موقع قاعدة بيانات كرة القدم.إي يو (الإنجليزية)
- جبريل سيلا على موقع ناشيونال فوتبول تيمز (الإنجليزية)